# Stříbrná panda

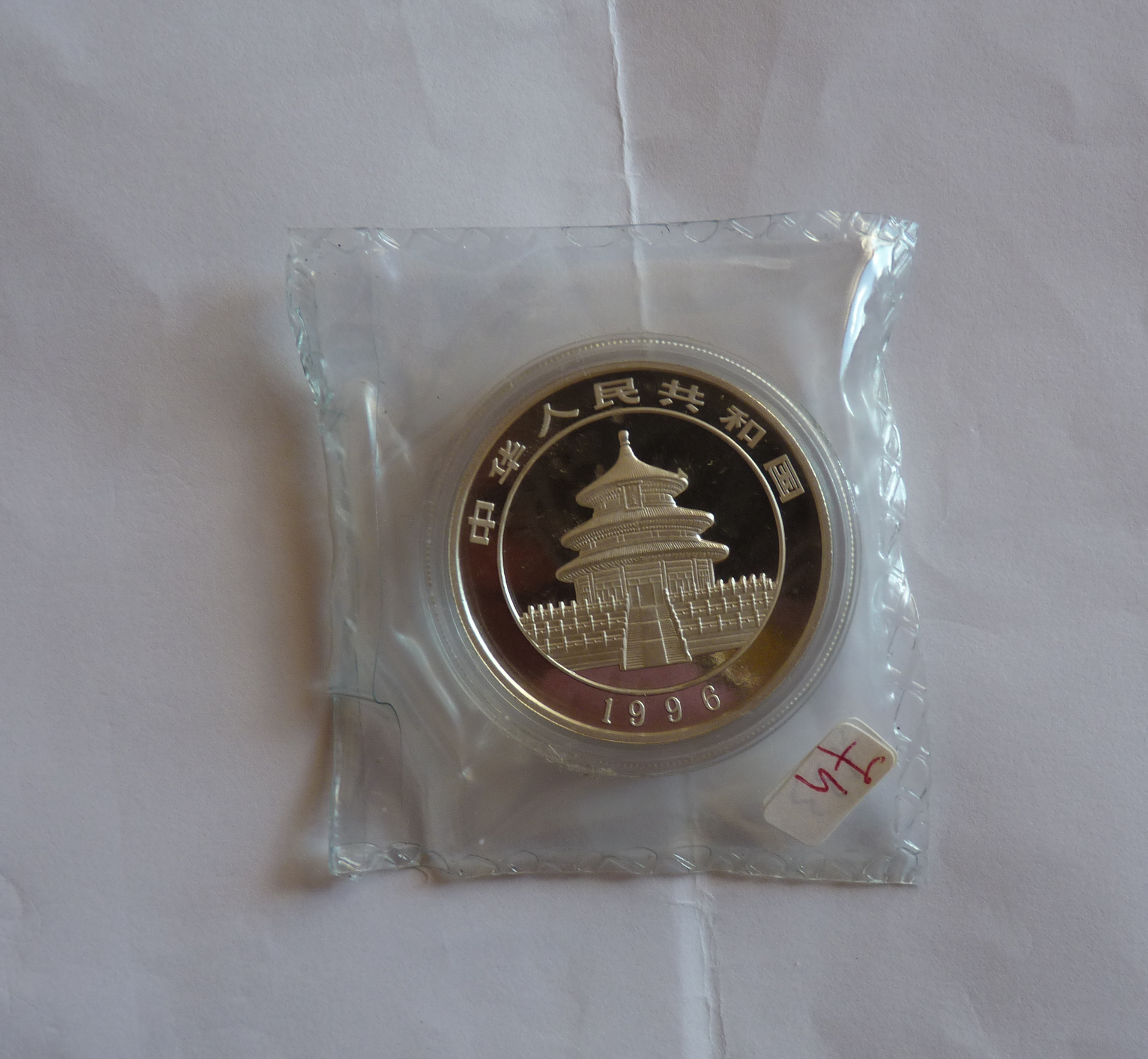
10 jüan Panda mince z roku 1996

Stříbrná panda (anglicky Chinese Silver Panda) je mince ze série stříbrných ražených mincí vydávaných Čínskou lidovou republikou. Vzor mincí, které jsou emitovány v různých hmotnostech a jmenovitých hodnotách v rozsahu od 0,5(0,25) trojské unce do 1 kg, se mění každý rok.
Jsou rovněž vydávány zlaté mince, které mají stejný design jako mince stříbrné.
| Jmenovitá hodnota | Nominální hmotnost | Hmotnost stříbra | Celková hmotnost | Průměr  | Šířka |
| ----------------- | ------------------ | ---------------- | ---------------- | ------- | ----- |
| 300 jüan          | 1 kilogram         | 999.9775 g       |                  |         |       |
| 100 jüan          | 12 trojských uncí  | 373.2360 g       |                  |         |       |
| 50 jüan           | 5 trojských uncí   | 155.5000 g       |                  |         |       |
| 10 jüan           | 1 trojská unce     | 31.1035 g        | 31.22 g          | 39.0 mm |       |
| 5 jüan            | ½ trojské unce     |                  |                  |         |       |
| 3 jüan            | ¼ trojské unce     |                  |                  | 25 mm   |       |

Stříbrné mince Panda vydávané v letech 1983, 1984 a 1985 byly vydávány v "Proof" (sběratelské) kvalitě. Obsah stříbra činil 27 gramů při ryzosti stříbra 900/1000. Obvod mince byl 38,6 mm. Bylo raženo pouze 10000 kusů ročně. Roku 1986 nebyly stříbrné Pandy raženy vůbec. V roce 1987 byly raženy opět mince v "Proof" (sběratelské) kvalitě. Mince měly obvod 40 mm při ryzosti stříbra 925/1000. V Číně je několik mincoven, které razí tyto mince, patří mezi ně např. Šen-čen, Šanghaj a Shenyang. Oproti mincím raženým v amerických mincovnách, které nesou znak mincovny, čínské mincovny obvykle nepoužívají znak mincovny na svých mincích. V určitých letech však zde byly provedeny drobné obměny ve vzoru mince-v sazbě roku, stylu nebo v zobrazení chrámu-které mohou umožnit určit mincovnu, z níž daná mince pochází. Např. v roce 1996, kdy různé mincovny razily mince s drobnými odchylkami ve velikosti fontu roku na lícové straně mince.
Líc
Vícevrstvé zobrazení (do hloubky) Chrámu nebes uprostřed s čínskými znaky "Čung-chua žen-min kung-che-kuo" označujícími Čínskou lidovou republiku v horní části a rokem ražby v dolní části. Pokud je mince vydávána jako pamětní, bude zde označení, že se jedná o pamětní minci.
Rub
Rozdílná zobrazení pandy velké, které jsou každoročně obměňovány (vyjma let 2001 a 2000 kdy byl použit stejný design)
Existuje mnoho rozdílných typů vydání této mince:
1. Neoběžná mince ve standardní kvalitě
2. "Proof" (sběratelská) kvalita
3. Pozlacená (jedno nebo oboustranně)
4. Vybarvená-kolorovaná (pouze na lícní straně)
5. Vydaná pouze pro domácí trh (2001 D)
6. Vydaná pro pamětní účely (může být pozlacená)

Oficiálním distributorem stříbrné mince Panda v Číně je "China Gold Coin Corporation" (CGCC). V USA byl od roku 1982 oficiálním distributorem "Panda America".

## Historie ražby jednouncové stříbrné mince Panda
| Rok  | Neoběžné mince                                                               | Sběratelské ("Proof") a speciální mince      | % Stříbra | Celková hmotnost | Hmotnost stříbra | Obvod                         |
| ---- | ---------------------------------------------------------------------------- | -------------------------------------------- | --------- | ---------------- | ---------------- | ----------------------------- |
| 1983 | 0                                                                            | 10,000 ("proof" a "frosted proof")           | .900      | 27g              | 24.3g            | 38.6mm                        |
| 1984 | 0                                                                            | 10,000 ("proof")                             | .900      | 27 g             | 24.3 g           | 38.6 mm                       |
| 1985 | 0                                                                            | 10,000 ("proof")                             | 0.900     | 27 g             | 24.3 g           | 38.6 mm                       |
| 1986 | V roce 1986 nebyly vydávány 1 uncové mince (mnozí sběratelé mají 1/2 uncové) | V roce 1986 nebyly vydávány                  | N/A       | N/A              | N/A              | N/A                           |
| 1987 | 0                                                                            | 31,000 ("proof")                             | .925      | 31.1 g           |                  | 40 mm (pravděpodobně 38.6 mm) |
| 1988 | V roce 1988 nebyly vydávány                                                  | V roce 1988 nebyly vydávány                  | N/A       | N/A              | N/A              | N/A                           |
| 1989 | 250,000                                                                      | 25,000 ("proof")                             | 0.999     | 31.1 g           |                  | 40 mm                         |
| 1990 | 200,000                                                                      | 20,000 ("proof")                             | 0.999     | 31.1 g           |                  | 40 mm                         |
| 1991 | 100,000                                                                      | 20,000 ("proof")                             | 0.999     | 31.1 g           |                  | 40 mm                         |
| 1992 | 100,000                                                                      | 5,202 ("proof")                              | 0.999     | 31.1 g           |                  | 40 mm                         |
| 1993 | 120,000                                                                      | ?????                                        | .99 9     | 31.1 g           |                  | 40 mm                         |
| 1994 | 60,000 s malou ražbou roku a 60,000 s velkou ražbou roku                     | 20,000 ("proof")                             | 0.999     | 31.1 g           |                  | 40 mm                         |
| 1995 | 168,000                                                                      | ?????                                        | 0.999     | 31.1 g           |                  | 40 mm                         |
| 1996 | ?????                                                                        | ?????                                        | .999      | 31.1 g           |                  | 40 mm                         |
| 1997 | 50,000                                                                       | 80,000 ("proof" a "proof" s vloženým zlatem) | 0.999     | 31.22 g          |                  | 40 mm                         |
| 1998 | 100,000                                                                      | ?????                                        | 0.999     | 31.1 g           |                  | 40 mm                         |
| 1999 | ?????                                                                        | ?????                                        | 0.999     | 31.1 g           |                  | 40 mm                         |
| 2000 | ?????                                                                        | ?????                                        | 0.999     | 31.1 g           |                  | 40 mm                         |
| 2001 | 500,000 (405,000 do zámoří a 95,000 na domácí trh)                           | ?????                                        | 0.999     | 31.1 g           |                  | 40 mm                         |
| 2002 | 500,000                                                                      | ?????                                        | 0.999     | 31.1 g           |                  | 40 mm                         |
| 2003 | 600,000                                                                      | ?????                                        | 0.999     | 31.1 g           |                  | 40 mm                         |
| 2004 | 600,000                                                                      | ?????                                        | 0.999     | 31.1 g           |                  | 40 mm                         |
| 2005 | 600,000                                                                      | ?????                                        | 0.999     | 31.1 g           |                  | 40 mm                         |
| 2006 | 600,000                                                                      | ?????                                        | 0.999     | 31.1 g           |                  | 40 mm                         |
| 2007 | 600,000                                                                      | ?????                                        | 0.999     | 31.1 g           |                  | 40 mm                         |
| 2008 | 600,000                                                                      | ?????                                        | 0.999     | 31.1 g           |                  | 40 mm                         |
| 2009 | 600,000                                                                      | ?????                                        | 0.999     | 31.1 g           |                  | 40 mm                         |
| 2010 | 1,500,000                                                                    | ?????                                        | 0.999     | 31.1 g           |                  | 40 mm                         |
| 2011 | 6,000,000 (původně bylo plánováno pouze 3,000,000)                           | ?????                                        | 0.999     | 31.1 g           |                  | 40 mm                         |
| 2012 | 8,000,000                                                                    | ?????                                        | 0.999     | 31.235 g         | 31.1035 g        | 40 mm                         |
| 2013 | 8,000,000                                                                    | ?????                                        | 0.999     | 31.235 g         | 31.1035 g        | 40 mm                         |
| 2014 | 8,000,000                                                                    | ?????                                        | 0.999     | 31.235 g         | 31.1035 g        | 40 mm                         |